# DDR-Badmintonmeisterschaft/Damendoppel
Die DDR-Meisterschaften im Badminton wurden von 1960 bis 1990 ausgetragen. Folgend die Medaillengewinner im Damendoppel.

## Medaillengewinner im Damendoppel
| Saison      | Erster                                                                                     | Zweiter                                                                      | Dritter                                                                     | Dritter                                                                                      |
| ----------- | ------------------------------------------------------------------------------------------ | ---------------------------------------------------------------------------- | --------------------------------------------------------------------------- | -------------------------------------------------------------------------------------------- |
| 1960 / 1961 | Rita Gerschner / Ruth Preuß (Traktor Hilbersdorf / Post Berlin)                            | Annemarie Fritzsche / Ursula Promnitz (Aktivist Tröbitz / Einheit Spremberg) | Elke Trettin / Karin Füller (Post Berlin / EBT Berlin)                      |                                                                                              |
| 1961 / 1962 | Rita Gerschner / Annemarie Fritzsche (Aktivist Tröbitz)                                    | Ruth Preuß / Gisela Müller (Post Berlin)                                     | Karin Füller / Doris Domagalla (EBT Berlin)                                 |                                                                                              |
| 1962 / 1963 | Rita Gerschner / Annemarie Fritzsche (Aktivist Tröbitz)                                    | Sabine Neye / Jutta Benzmann (HSG DHfK Leipzig)                              | Gaby Stiegel / Ruth Preuß (Post Berlin)                                     |                                                                                              |
| 1963 / 1964 | Rita Gerschner / Annemarie Seemann (Aktivist Tröbitz)                                      | Ruth Preuß / Jutta Benzmann (Post Berlin)                                    | Beate Herbst / Sabine Neye (HSG DHfK Leipzig)                               |                                                                                              |
| 1964 / 1965 | Rita Gerschner / Beate Herbst (Aktivist Tröbitz / HSG DHfK Leipzig)                        | Brigitte Lehnert / Elfi Larisch (Dynamo Aschersleben)                        | Elke Lein / Annemarie Richter (Motor IFA Karl-Marx-Stadt)                   |                                                                                              |
| 1965 / 1966 | Rita Gerschner / Annemarie Seemann (Aktivist Tröbitz)                                      | Ruth Preuß / Beate Herbst (Post Berlin / HSG DHfK Leipzig)                   | Elke Lein / Annemarie Richter (Dynamo Freiberg)                             |                                                                                              |
| 1966 / 1967 | Ruth Preuß / Beate Herbst (Einheit Kyritz / HSG DHfK Leipzig)                              | Rita Gerschner / Annemarie Seemann (Aktivist Tröbitz)                        | Brigitte Plaxin / Gudrun Hensel (Motor Zittau)                              | Ute Reißmann / Karin Hellinger (Motor Glauchau)                                              |
| 1967 / 1968 | Ruth Preuß / Beate Herbst (Einheit Kyritz / HSG DHfK Leipzig)                              | Rita Gerschner / Annemarie Seemann (Aktivist Tröbitz)                        | Michael / Gabriele Möhring (Empor Halle)                                    | Annemarie Richter / Ute Reißmann (BSG Wismut Karl-Marx-Stadt)                                |
| 1968 / 1969 | Ruth Preuß / Beate Herbst (Einheit Kyritz / HSG DHfK Leipzig)                              | Monika Habanz / Barbara Tarnick (Traktor Pätz)                               | Ingrid Standtke / Christine Naumann (Turbine Großenhain)                    | Gabriele Görner / Michael (Empor HO Halle)                                                   |
| 1969 / 1970 | Rita Gerschner / Monika Thiere (Aktivist Tröbitz)                                          | Monika Habanz / Barbara Tarnick (Traktor Pätz)                               | Angela Cassens / Karin Becke (Vekoma Bühlau)                                | Brigitte Plaxin / Gudrun Hensel (Motor Robur Zittau)                                         |
| 1970 / 1971 | Rita Gerschner / Monika Thiere (Aktivist Tröbitz)                                          | Angela Cassens / Christine Zierath (Einheit Greifswald)                      | Jutta Tietze / Marina Göpfert (SG Gittersee)                                | Christel Sommer / Beate Herbst (HSG DHfK Leipzig)                                            |
| 1971 / 1972 | Annemarie Richter / Christine Zierath (BSG Wismut Karl-Marx-Stadt / Einheit Greifswald)    | Christel Sommer / Beate Herbst (HSG DHfK Leipzig)                            | Jutta Tietze / Marina Göpfert (SG Gittersee)                                | Heidrun Eckardt / Bärbel Schwiegk (Lok Weißenfels / Turbine Halle)                           |
| 1972 / 1973 | Monika Thiere / Annemarie Richter (Fortschritt Tröbitz)                                    | Christine Zierath / Angela Michalowski (Einheit Greifswald)                  | Christel Sommer / Beate Herbst (HSG DHfK Leipzig)                           | Angelika Seifert / Gisela Kunath (Fortschritt Tröbitz / BSG Wismut Karl-Marx-Stadt)          |
| 1973 / 1974 | Monika Thiere / Jutta Tietze (SG Gittersee)                                                | Christel Sommer / Beate Herbst (HSG DHfK Leipzig)                            | Angelika Seifert / Karin Sitter (Vekoma Bühlau)                             | Christine Zierath / Annemarie Richter (Einheit Greifswald / Halbleiterwerk Frankfurt / Oder) |
| 1974 / 1975 | Christine Zierath / Angela Michalowski (Einheit Greifswald)                                | Jutta Tietze / Monika Cassens (SG Gittersee)                                 | Karin Hahndorf / Katrin Rost (Lok Magdeburg / Lok Gera)                     | Renate Thurow / Ilona Michalowsky (Einheit Greifswald)                                       |
| 1975 / 1976 | Christine Zierath / Angela Michalowski (Einheit Greifswald)                                | Renate Thurow / Ilona Michalowsky (Einheit Greifswald)                       | Katrin Rost / Brigitte Schröder (Einheit Greifswald)                        | Christel Sommer / Beate Herbst (HSG DHfK Leipzig)                                            |
| 1976 / 1977 | Christine Zierath / Angela Michalowski (Einheit Greifswald)                                | Monika Cassens / Christel Sommer (HSG Lok HfV Dresden / HSG DHfK Leipzig)    | Renate Thurow / Ilona Michalowsky (Einheit Greifswald)                      | Astrit Schreiber / Edeltraut Schmidt (Fortschritt Hohenstein-Ernstthal / EBT Berlin)         |
| 1977 / 1978 | Monika Cassens / Astrit Schreiber (HSG Lok HfV Dresden / Fortschritt Hohenstein-Ernstthal) | Angela Michalowski / Christine Zierath (Einheit Greifswald)                  | Carmen Ober / Christine Ober (Fortschritt Tröbitz)                          | Christel Sommer / Karin Hahndorf (HSG DHfK Leipzig / Lok Magdeburg)                          |
| 1978 / 1979 | Monika Cassens / Angela Michalowski (HSG Lok HfV Dresden / Einheit Greifswald)             | Christine Zierath / Ilona Michalowsky (Einheit Greifswald)                   | Petra Michalowsky / Birgit Kämmer (Einheit Greifswald)                      | Carmen Ober / Christine Ober (Fortschritt Tröbitz)                                           |
| 1979 / 1980 | Monika Cassens / Angela Michalowski (HSG Lok HfV Dresden / Einheit Greifswald)             | Christine Zierath / Ilona Michalowsky (Einheit Greifswald)                   | Angelika Neubert / Dagmar Friedrich (HSG Lok HfV Dresden)                   | Petra Michalowsky / Birgit Kämmer (Einheit Greifswald)                                       |
| 1980 / 1981 | Monika Cassens / Ilona Michalowsky (HSG Lok HfV Dresden / Einheit Greifswald)              | Petra Michalowsky / Birgit Kämmer (Einheit Greifswald)                       | Petra Tobien / Michaela Junker (Kühlautomat Berlin)                         | Carmen Ober / Christine Ober (Fortschritt Tröbitz)                                           |
| 1981 / 1982 | Monika Cassens / Ilona Michalowsky (HSG Lok HfV Dresden / Einheit Greifswald)              | Angela Michalowski / Petra Michalowsky (Einheit Greifswald)                  | Birgit Kämmer / Dagmar Friedrich (Einheit Greifswald / HSG Lok HfV Dresden) | Petra Tobien / Michaela Junker (Kühlautomat Berlin)                                          |
| 1982 / 1983 | Monika Cassens / Petra Michalowsky (HSG Lok HfV Dresden / Einheit Greifswald)              | Ilona Ryk / Birgit Kämmer (Einheit Greifswald)                               | Christine Ober / Petra Tobien (Fortschritt Tröbitz / Kühlautomat Berlin)    | Dagmar Friedrich / Michaela Junker (HSG Lok HfV Dresden / EBT Berlin)                        |
| 1983 / 1984 | Monika Cassens / Petra Michalowsky (HSG Lok HfV Dresden / Einheit Greifswald)              | Michaela Junker / Petra Tobien (Einheit Greifswald / Kühlautomat Berlin)     | Angela Michalowski / Birgit Kämmer (Einheit Greifswald)                     | Kerstin Bohn / Heike Franke (Einheit Greifswald / Rotation Erfurt)                           |
| 1984 / 1985 | Monika Cassens / Petra Michalowsky (HSG Lok HfV Dresden / Einheit Greifswald)              | Birgit Kämmer / Petra Tobien (Einheit Greifswald / Kühlautomat Berlin)       | Kerstin Bohn / Petra Schubert (Einheit Greifswald / Fortschritt Tröbitz)    | Manuela Engler / Michaela Junker (EBT Berlin / Einheit Greifswald)                           |
| 1985 / 1986 | Birgit Kämmer / Angela Michalowski (HSG Lok HfV Dresden / Einheit Greifswald)              | Petra Schubert / Heike Franke (Fortschritt Tröbitz / Rotation Erfurt)        | Katrin Schlotte / Jacqueline Bolduan (EBT Berlin)                           | Petra Tobien / Michaela Junker (Kühlautomat Berlin / Fortschritt Tröbitz)                    |
| 1986 / 1987 | Monika Cassens / Petra Michalowsky (HSG Lok HfV Dresden / Einheit Greifswald)              | Michaela Junker / Petra Schubert (Fortschritt Tröbitz)                       | Angela Michalowski / Birgit Kämmer (Einheit Greifswald)                     | Petra Tobien / Kerstin Bohn (Kühlautomat Berlin / Einheit Greifswald)                        |
| 1987 / 1988 | Monika Cassens / Petra Michalowsky (HSG Lok HfV Dresden / Einheit Greifswald)              | Petra Schubert / Michaela Junker (Einheit Greifswald / BSG KWO Berlin)       | Angela Michalowski / Kerstin Bohn (Einheit Greifswald)                      | Petra Tobien / Jacqueline Bolduan (EBT Berlin)                                               |
| 1988 / 1989 | Monika Cassens / Petra Michalowsky (HSG Lok HfV Dresden / Einheit Greifswald)              | Angela Michalowski / Kerstin Bohn (Einheit Greifswald)                       | Petra Schubert / Michaela Junker (Einheit Greifswald / BSG KWO Berlin)      | Petra Tobien / Heike Heutzenröder (EBT Berlin)                                               |
| 1989 / 1990 | Monika Cassens / Petra Michalowsky (HSG Lok HfV Dresden / Einheit Greifswald)              | Angela Michalowski / Kerstin Bohn (Einheit Greifswald)                       | Petra Schubert / Michaela Junker (Einheit Greifswald / BSG KWO Berlin)      | Heike Franke / Turid Goetz (HSG DHfK Leipzig)                                                |